# Kevin O’Connell
Kevin O’Connell (* 27. November 1957 in Long Island, New York) ist ein US-amerikanischer Tontechniker.

## Leben
O’Connell hielt den Rekord der meisten Oscarnominierungen, ohne die Auszeichnung gewonnen zu haben; von 1984 bis 2008 war er 20-mal für den Oscar nominiert. Erst bei seiner 21. Nominierung 2017 erhielt er seinen ersten Oscar in der Kategorie „Bester Ton“ für Hacksaw Ridge – Die Entscheidung.
Daneben gewann er einen Emmy für seine Arbeit an Weg in die Wildnis (Original: Lonesome Dove) und war für 11 Cinema Society Awards, zwei Satellite Awards und einen BAFTA Award nominiert.

## Filmografie (Auswahl, Oscar-Nominierungen)
- 1983: Zeit der Zärtlichkeit
- 1984: Der Wüstenplanet
- 1985: Silverado
- 1986: Top Gun
- 1989: Black Rain
- 1990: Tage des Donners
- 1992: Eine Frage der Ehre
- 1995: Crimson Tide – In tiefster Gefahr
- 1996: Twister
- 1996: The Rock – Fels der Entscheidung
- 1997: Con Air
- 1998: Die Maske des Zorro
- 1998: Armageddon – Das jüngste Gericht
- 2000: Der Patriot
- 2001: Pearl Harbor
- 2002: Spider-Man
- 2004: Spider-Man 2
- 2005: Die Geisha
- 2006: Apocalypto
- 2007: Transformers
- 2016: Hacksaw Ridge – Die Entscheidung
- 2023: Oppenheimer

## Auszeichnungen (Auswahl)
- 2016: Oscar in der Kategorie Bester Ton für Hacksaw Ridge